# Podocopa
Los podócopos (Podocopa) son una subclase de crustáceos ostrácodos. Esta subclase puede diferenciarse la otra subclase de ostrácodos (Myodocopa) por la estructura del segundo par de antenas; en los podócopos presentan un endopodio relativamente largo, mientras que en los miodócopos es el exopodio el más largo; el 7º par de patas de los podócopos tiene morfologías diversas o está ausente, pero nunca es anillado y vermiforme (como en algunos miodócopos).

## Clasificación
Según Martin & Davis (2001), los podócopos incluyen los siguientes grupos:
- Orden Paleocopida Sars, 1866
- Orden Platycopida Sars, 1866
- Orden Podocopida Sars, 1866

Suborden Bairdiocopina Sars, 1865
Superfamilia Bairdioidea Sars, 1865
Suborden Cytherocopina Baird, 1850
Superfamilia Cytheroidea Baird, 1850
Suborden Darwinulocopina Sohn, 1988
Superfamilia Darwinuloidea Brady & Norman, 1889
Suborden Cypridocopina Jones, 1901
Superfamilia Cypridoidea Baird, 1850
Superfamilia Macrocypridoidea Müller, 1912
Superfamilia Pontocypridoidea Müller, 1894
Suborden Sigilliocopina Martens, 1992
Superfamilia Sigillioidea Mandelstam, 1960